# Nan Bush
Nan Bush (* 20. Jahrhundert) ist eine US-amerikanische Filmproduzentin.
Bush traf in den 1960er Jahren Bruce Weber und unterstützte und managt dessen Karriere als Fotograf. Die beiden heirateten. Seit Ende der 1980er Jahre produzierte sie mehr als ein Dutzend Kurzdokumentationen, die sich auch um das Werk von Weber drehen und von ihm inszeniert sind.
Bei der Oscarverleihung 1989 war Bush gemeinsam mit Weber für Let’s Get Lost für den Oscar in der Kategorie Bester Dokumentar-Kurzfilm nominiert. 